# Distichophyllum obovatum
Distichophyllum obovatum är en bladmossart som beskrevs av Jean Édouard Gabriel Narcisse Paris 1896. Distichophyllum obovatum ingår i släktet Distichophyllum och familjen Hookeriaceae. Inga underarter finns listade i Catalogue of Life.